# Église de l'Assomption de Maubourguet
L'église de l'Assomption de Maubourguet (ou Notre Dame de l'Assomption) est une église catholique du XIe siècle située à Maubourguet, en France.

## Localisation
L'église de l'Assomption de Maubourguet, dénommée aussi église Saint-Martin, est située au centre de la ville, sur la rive gauche de l'Adour. Elle se situe sur un des quatre chemins de Compostelle en France, la via Tolosane.

## Historique
L'église actuelle, bâtie au cours du XIe siècle, est une prieurale du monastère bénédictin de Saint-Martin de Celle, premier nom connu de la ville de Maubourguet. D'après un manuscrit rédigé en 1680 par dom Estiennot, l'église aurait été fondée par des moines venant du monastère des Saints-Pierre-et-Martin d'Elvis à la demande d'Héraclius et de Bernard, respectivement évêque et comte de Bigorre. Selon Paul Mesplé, Elvis serait une mauvaise transcription d'Alet dans l'Aude.
Des recherches archéologiques faites entre 1983 et 1985 dans l'église et son environnement, sous la direction de Sylvain Doussau, ont montré des occupations plus anciennes du site : néolithique, protohistorique,   un édifice à l'époque gallo-romaine, une basilique du VIe siècle et une église à l'époque carolingienne.
Au cours de la guerre de Cent Ans, les Anglais occupent le monastère et le fortifient avec des remparts et des tours. 
Le monastère sort des guerres de religion gravement ruiné, rendant la vie monastique impossible. C'est au XVIe siècle que des prêtres remplacent les moines  du prieuré. Les biens du monastère sont réunis à ceux de l'église d'Alet et le vicomte de Labatut emporte quelques éléments du cloitre pour orner son château.
Au cours du XVIIIe siècle le vocable de l'église est changé, elle est désormais dédiée à l'Assomption de Notre-Dame.
L'église est fermée pendant la Révolution française. Elle est rouverte en 1804 sous le Concordat. Au début du XIXe siècle, son état de délabrement a nécessité plusieurs campagnes de restauration qui l'ont transformée,.
Des travaux de rénovation de l'église ont lieu à la fin du XIXe siècle et au cours des années 1980.
L'édifice est classé au titre des monuments historiques le 3 mars 1979.

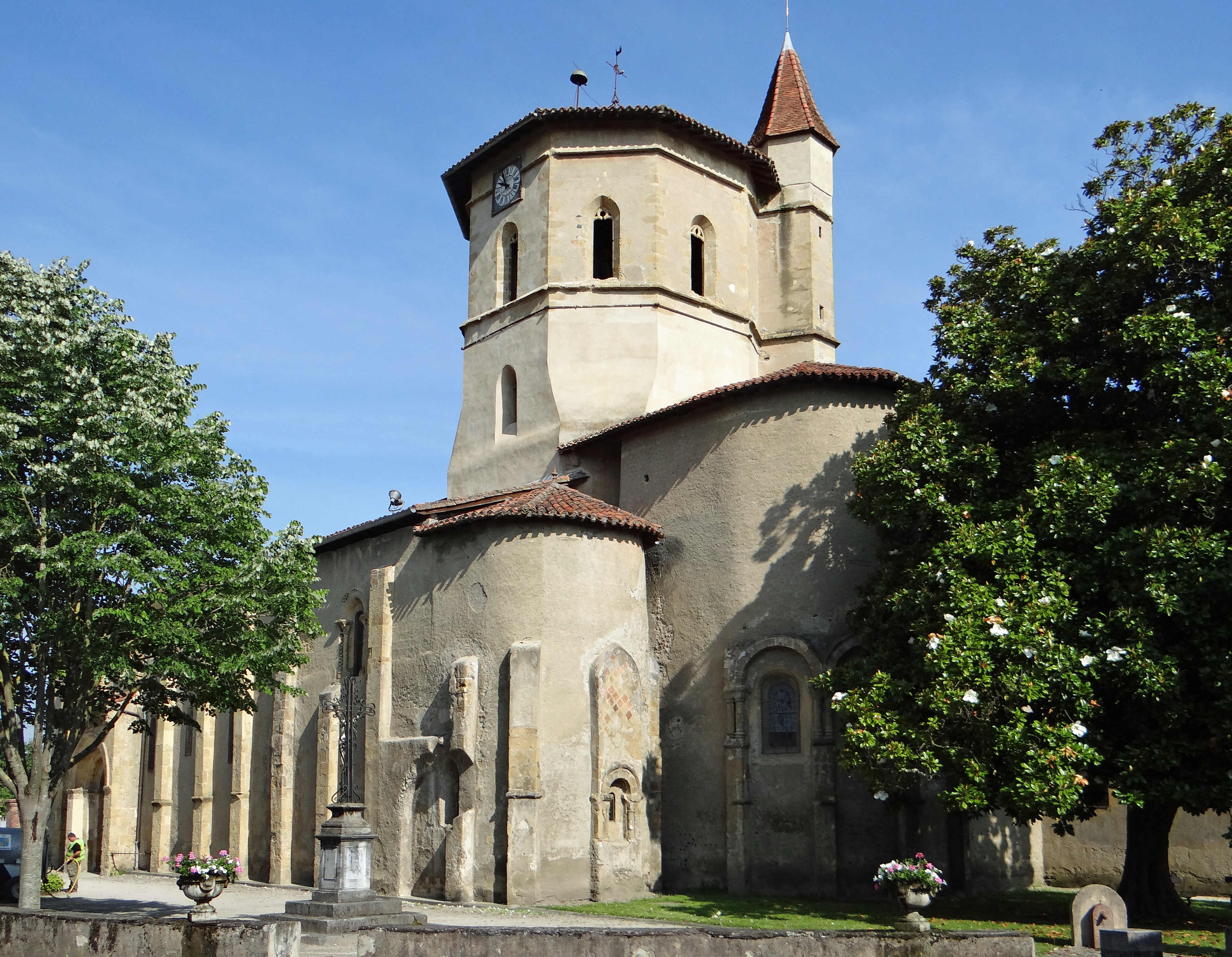
Chevet de l'église
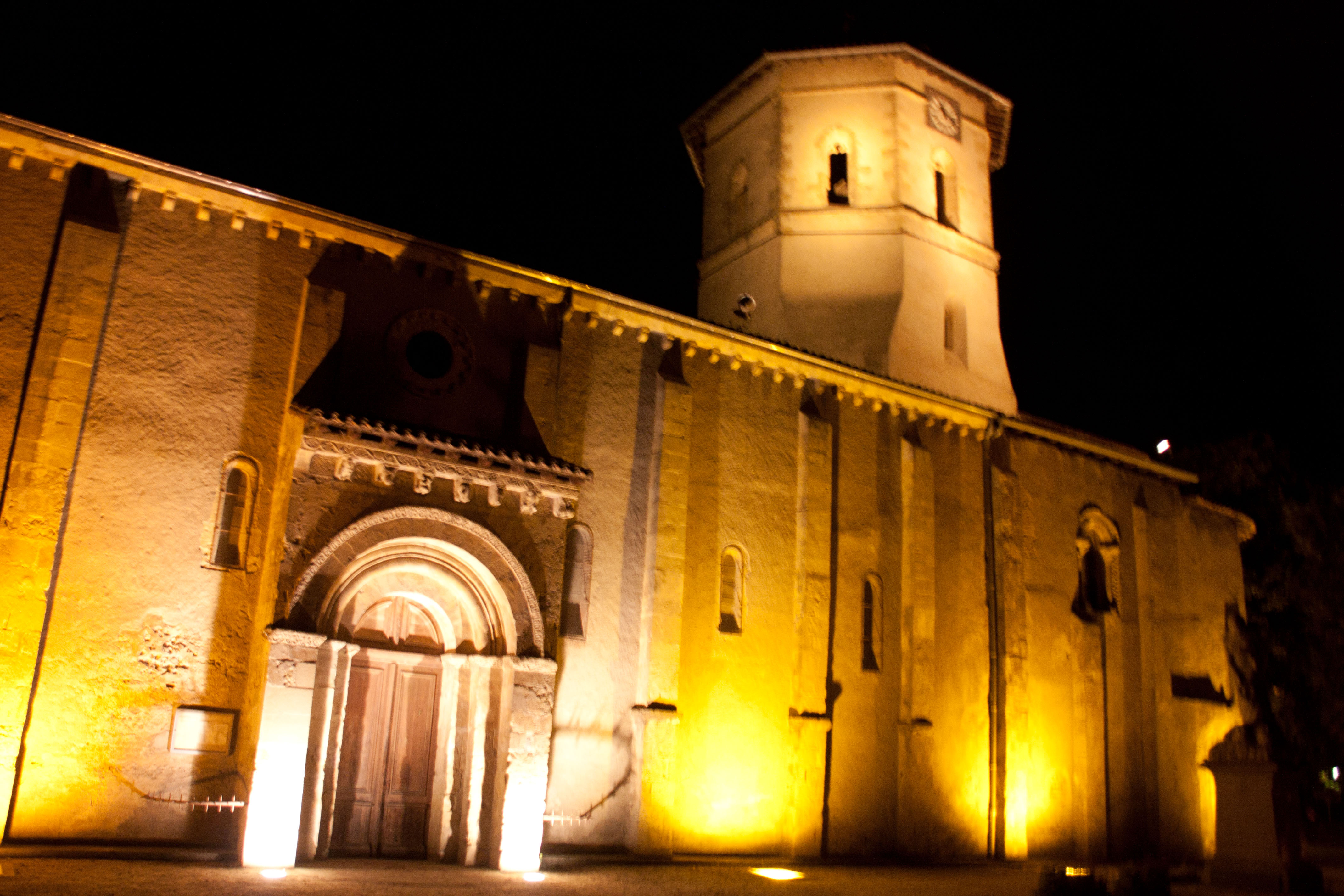
Éclairage nocturne de l'église
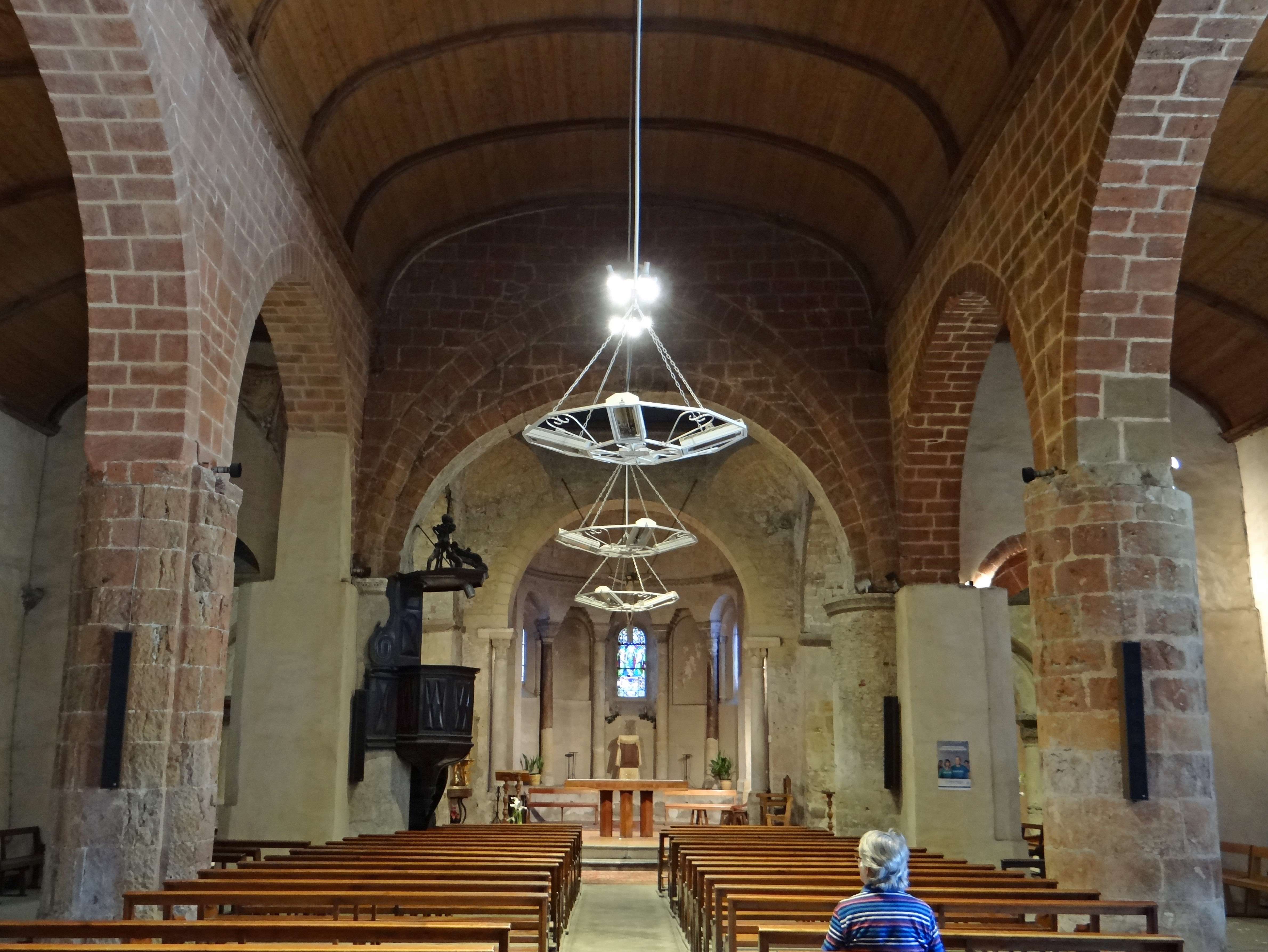
La nef et le chœur
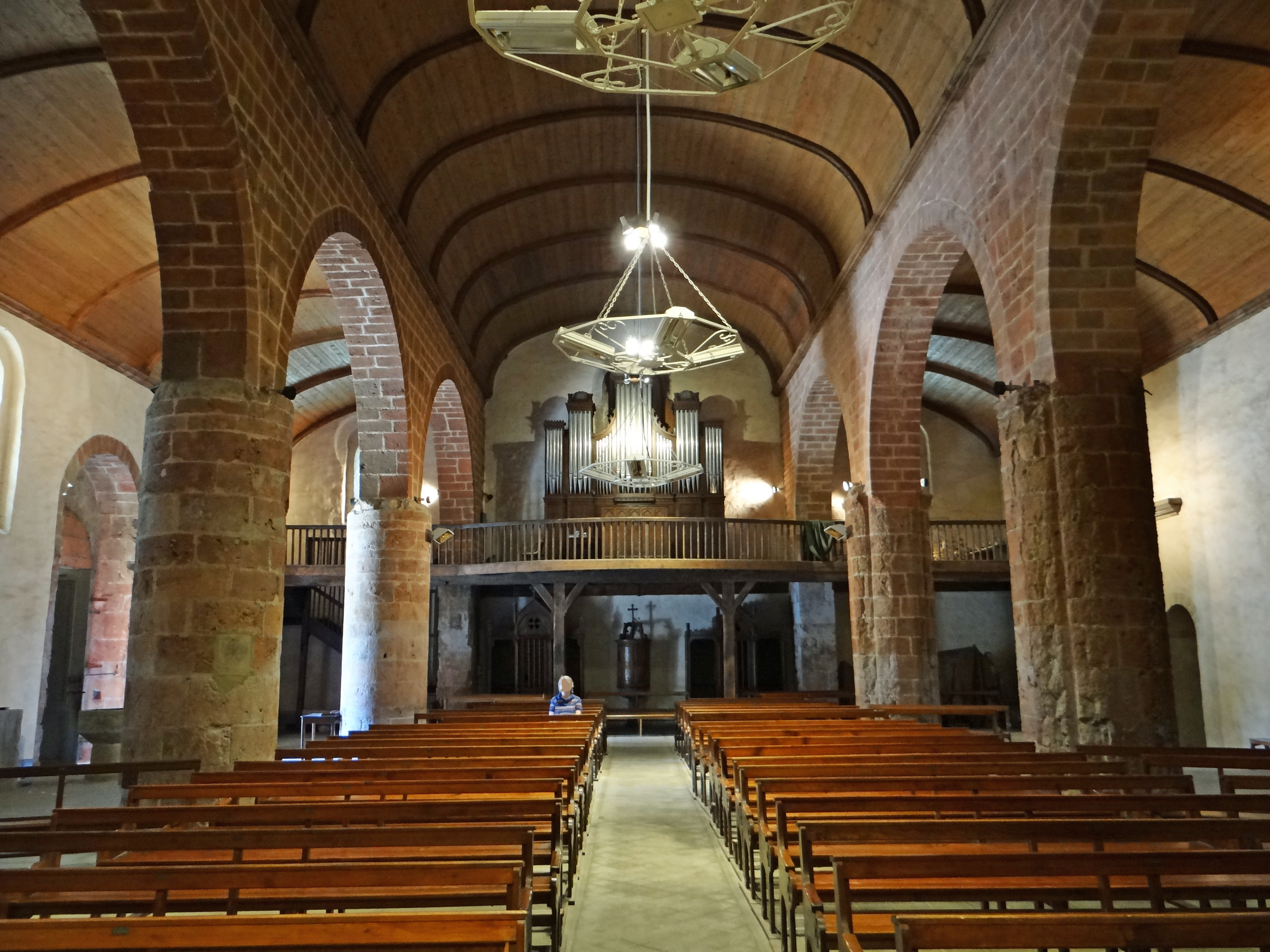
la nef centrale et les collatéraux vus depuis le chœur

## Architecture
Le chœur et le chevet de l'église sont les parties les plus anciennes et datent du XIe siècle. Le chœur comporte une abside encadrée par deux absidioles semi-circulaires. Ces absides sont précédées de parties droites avec des murs légèrement convergents à partir du transept. Initialement l'église avait une nef unique[réf. nécessaire]. Le transept et la nef ont été largement transformés au XIIe siècle, ainsi que l'abside, mais dans une moindre mesure. La nef a été complétée à cette époque par des collatéraux.
Le plan de l'abside et des absidioles rappelle celui de la cathédrale Saint-Lizier, dans l'Ariège, et l'église Sant Pere de Rodes en Catalogne. Certains éléments de son décor peuvent être rapprochés de ceux du chevet de l'église Saint-Mamet de Peyrusse-Grande bien que les conceptions des deux chevets soient différentes, celui de Peyrusse-Grande étant antérieur à celui de Maubourguet.
Dans la région les maçonneries étaient faites avec des galets noyés dans du mortier. Ce type de construction ne présentant pas de résistance suffisante, les murs étaient renforcés par des contreforts. Chaque absidiole, voûtée dès l'origine, comporte quatre contreforts étroits et épais pour une partie d'ouvrage ne faisant pas plus de quatre mètres de largeur intérieure.
Sur l'abside il y a six contreforts mais il devait y en avoir deux autres sur la partie droite qui ont été supprimés au moment de la reconstruction de ces murs au XIIe siècle. Ils supportent des colonnes doubles qui encadrent les fenêtres. La voûte de l'abside est plus récente (XIIe siècle) et a nécessité de doubler intérieurement le mur semi-circulaire en plaçant des colonnes qui masquent partiellement les chapiteaux des trois fenêtres.

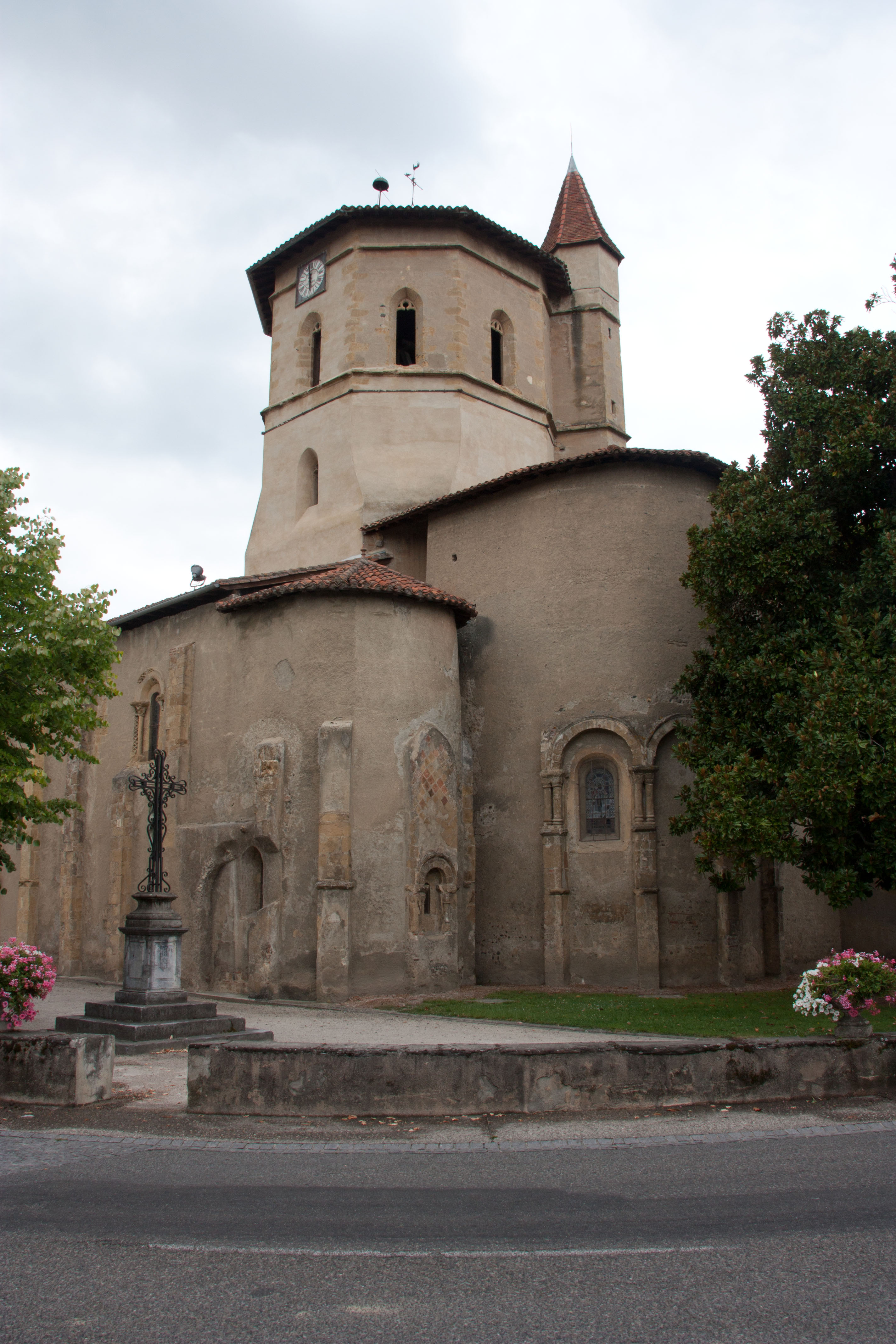
Chevet de l'église
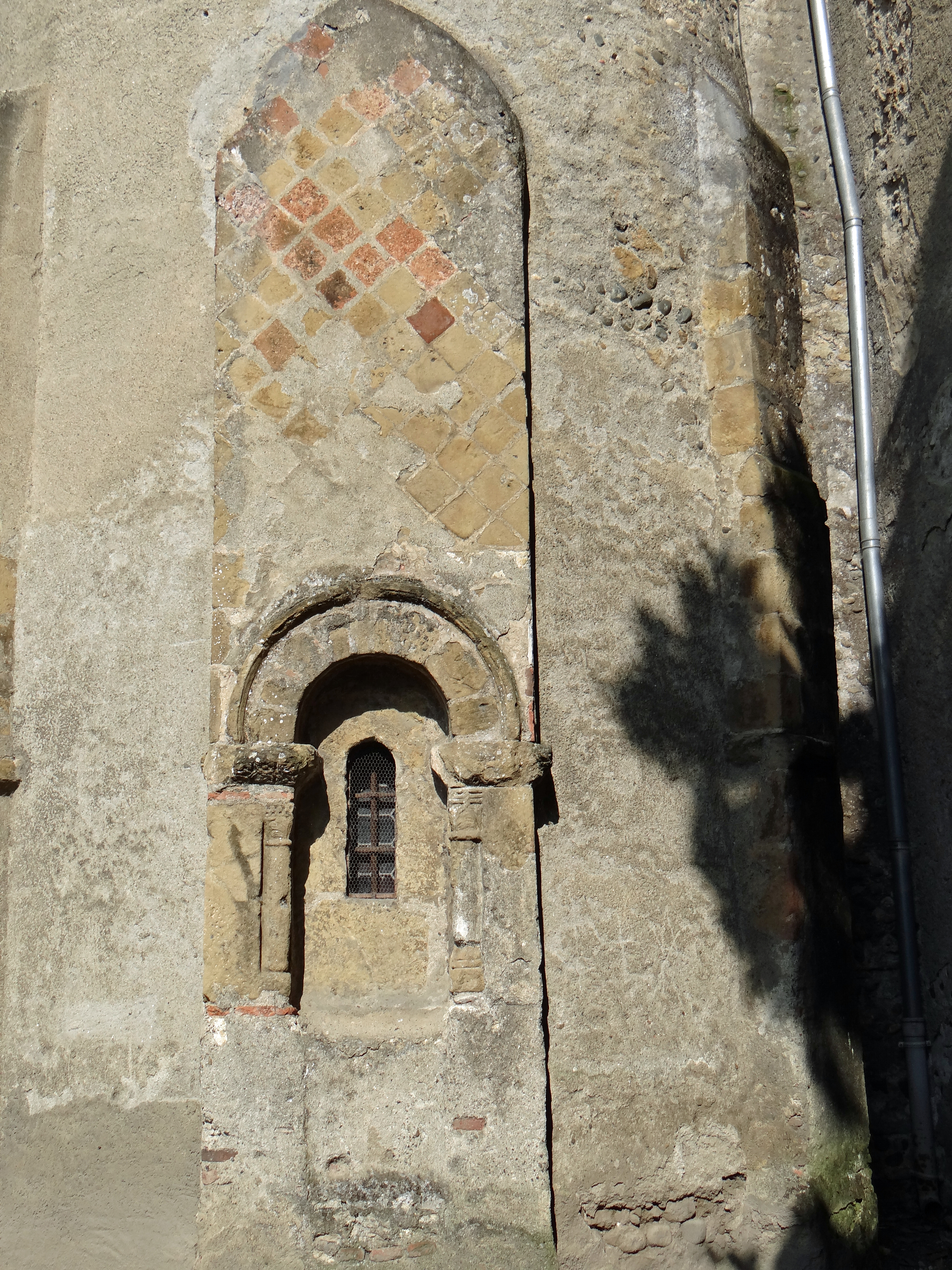
Fenêtre de l'absidiole sud
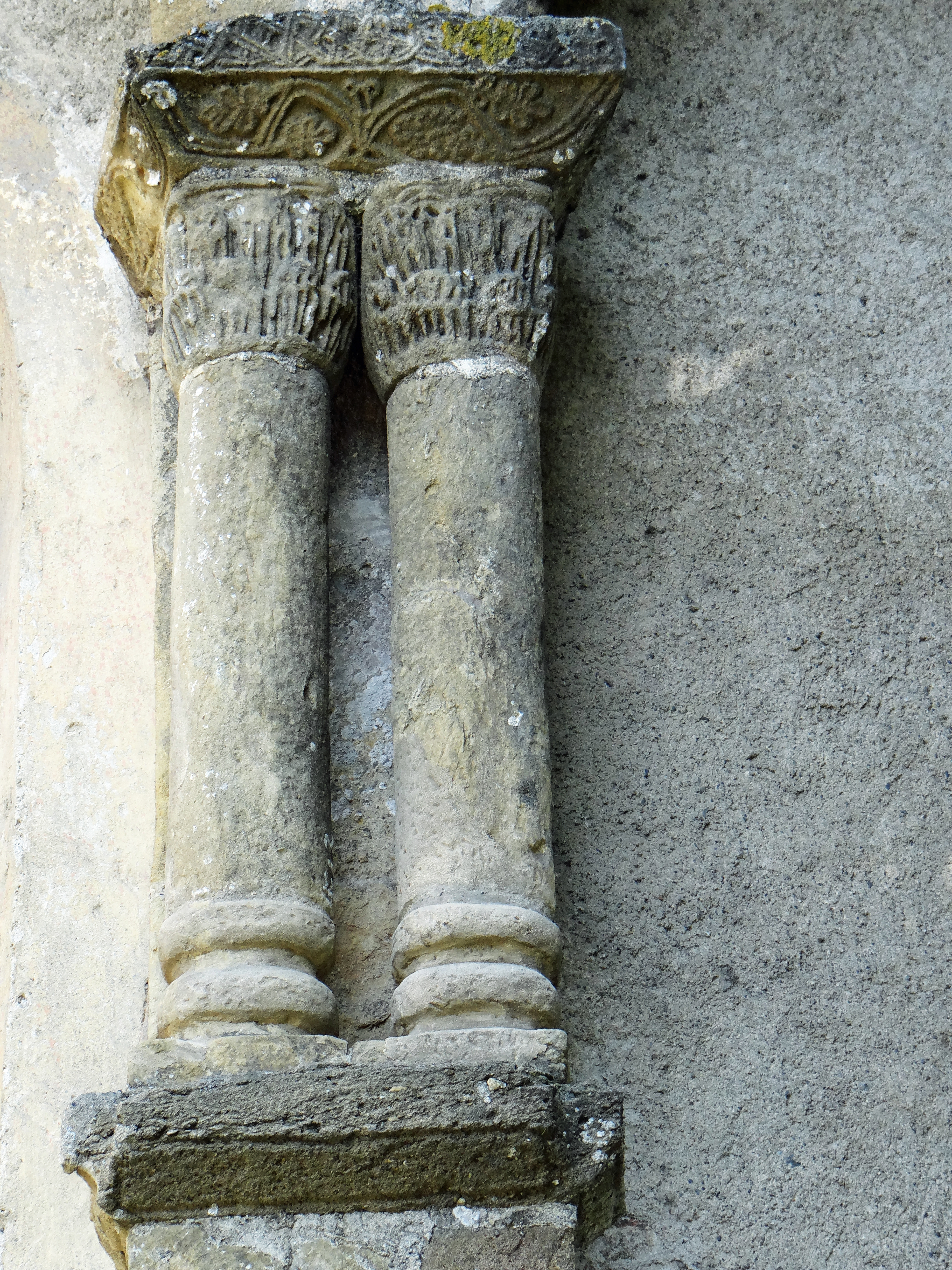
Colonnes doubles et chapiteaux de l'abside
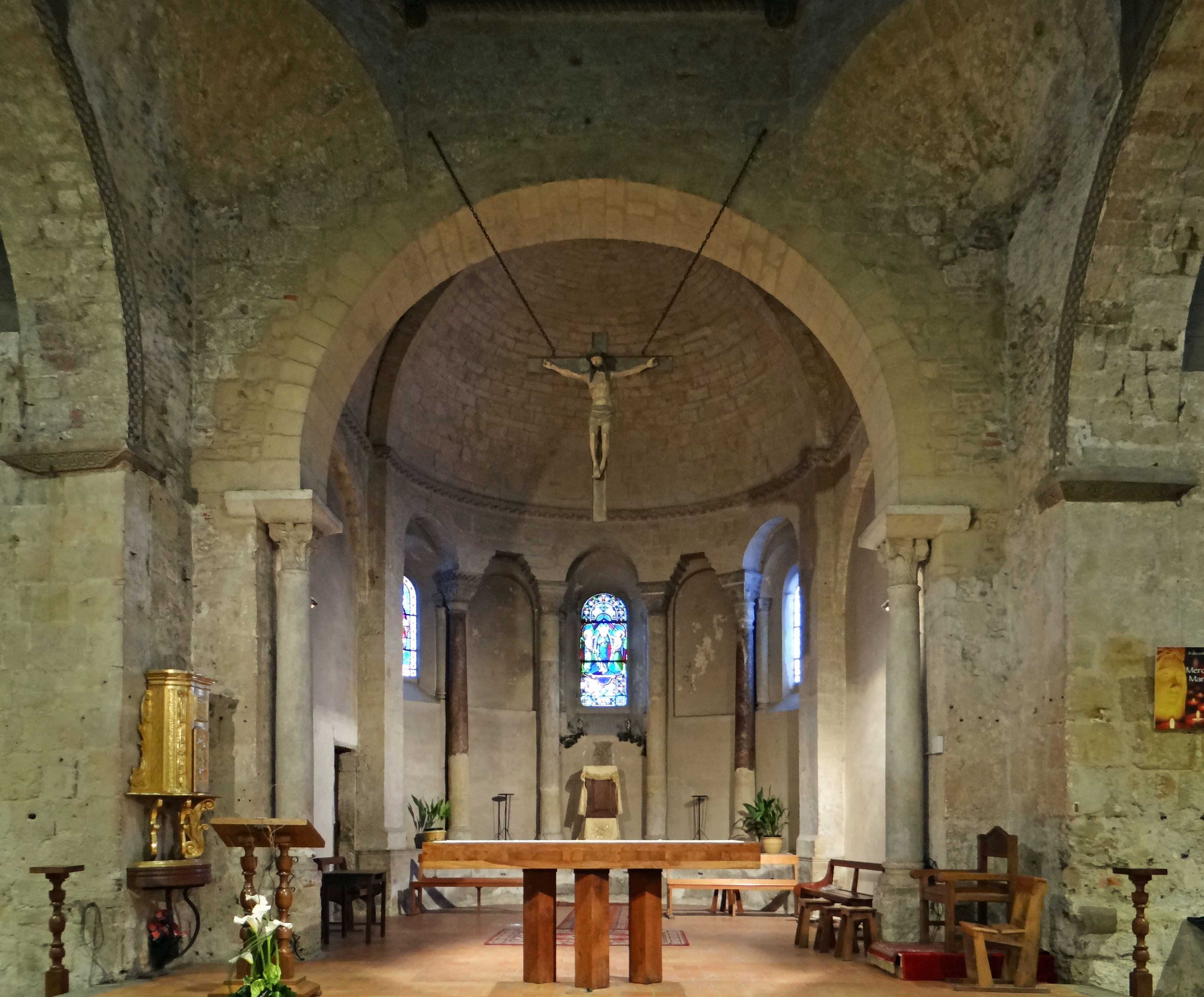
Chœur
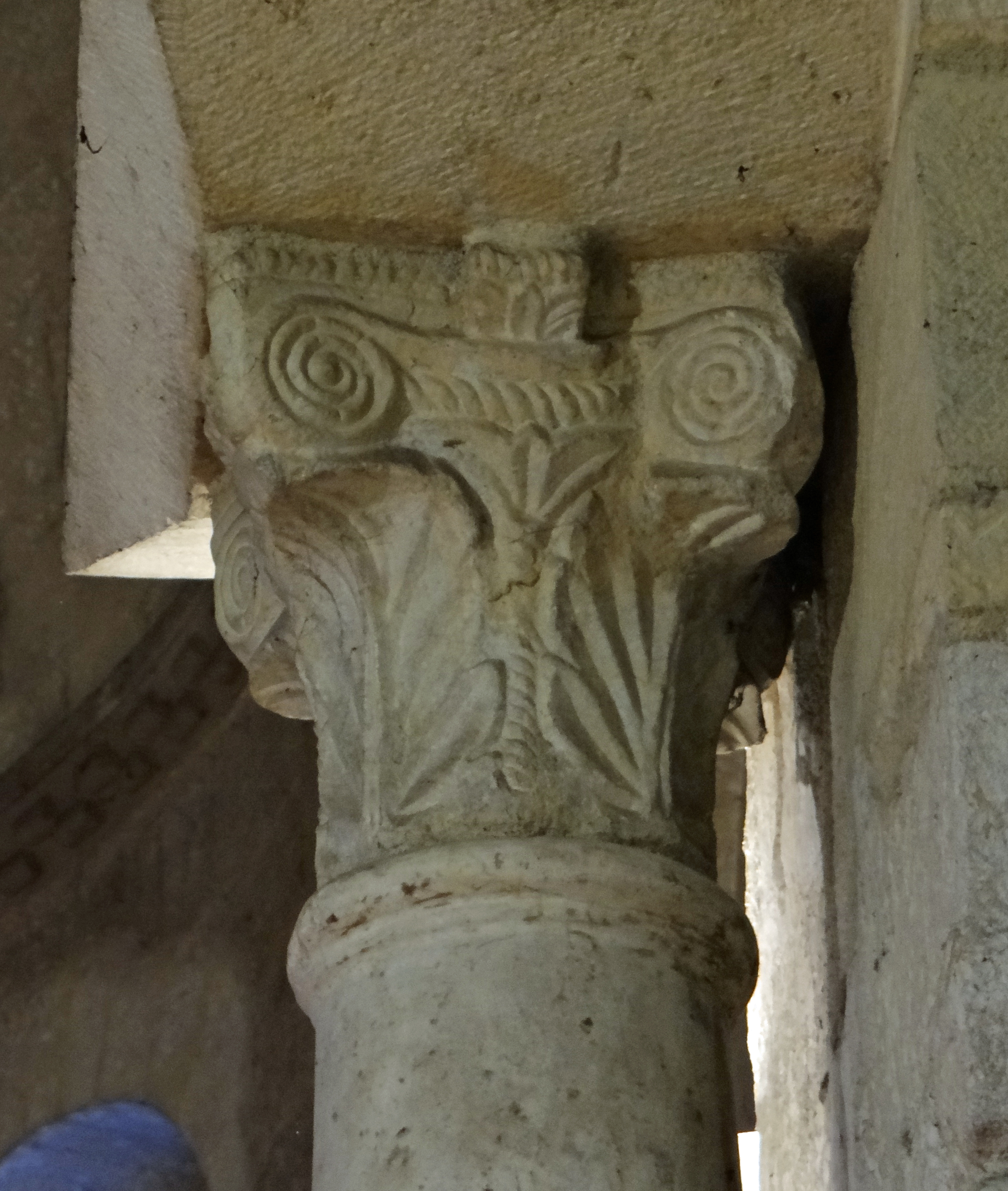
Chapiteau de l'arc triomphal de l'abside
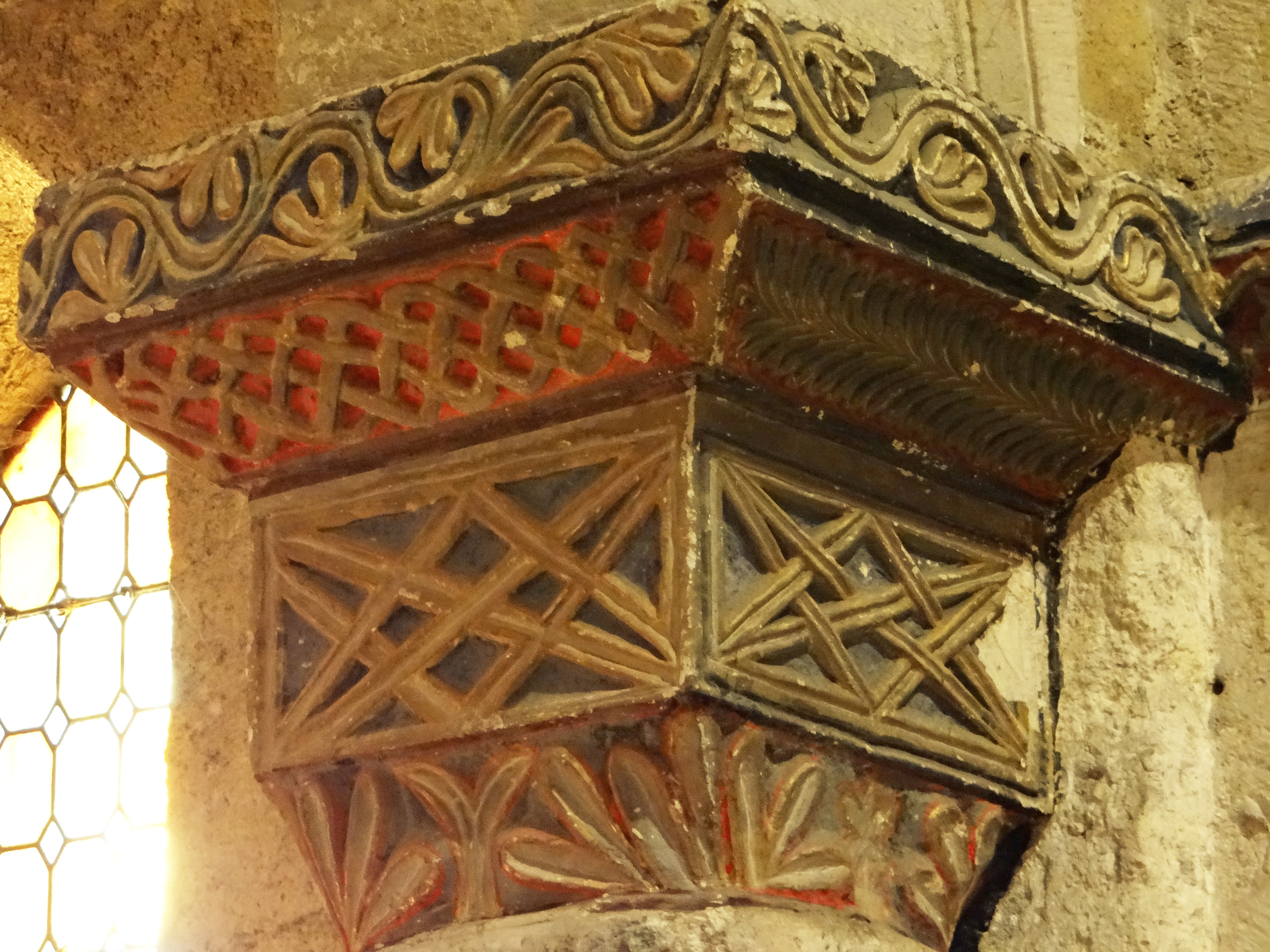
Chapiteau de l'arc d'entrée d'une absidiole

Le portail méridional, datant du (XIIe siècle, tranche par la richesse et la qualité de son décor avec le mur assez médiocre[évasif] sur lequel il est placé. Le portail lui-même est décoré d'une frise de palmettes sur les impostes et l'archivolte et de rinceaux portant des pommes de pin. Il est surmonté d'une corniche reposant sur des modillons séparés par des métopes. C'est le premier endroit de l'édifice où apparaissent des thèmes historiés. La métope centrale représente un Christ en majesté en faible relief, entouré par quatre rosettes.

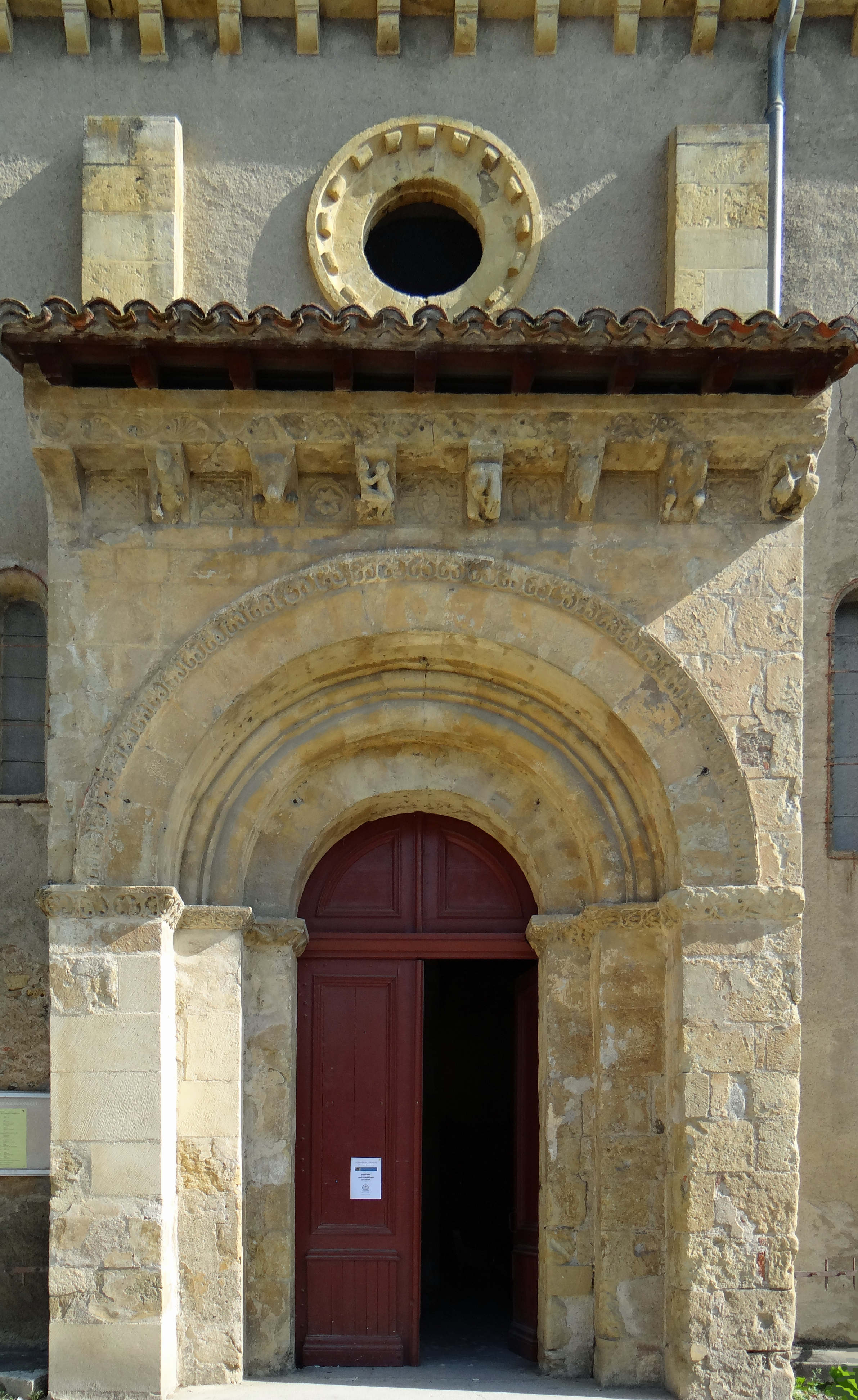
Vue du portail, côté sud de l'église
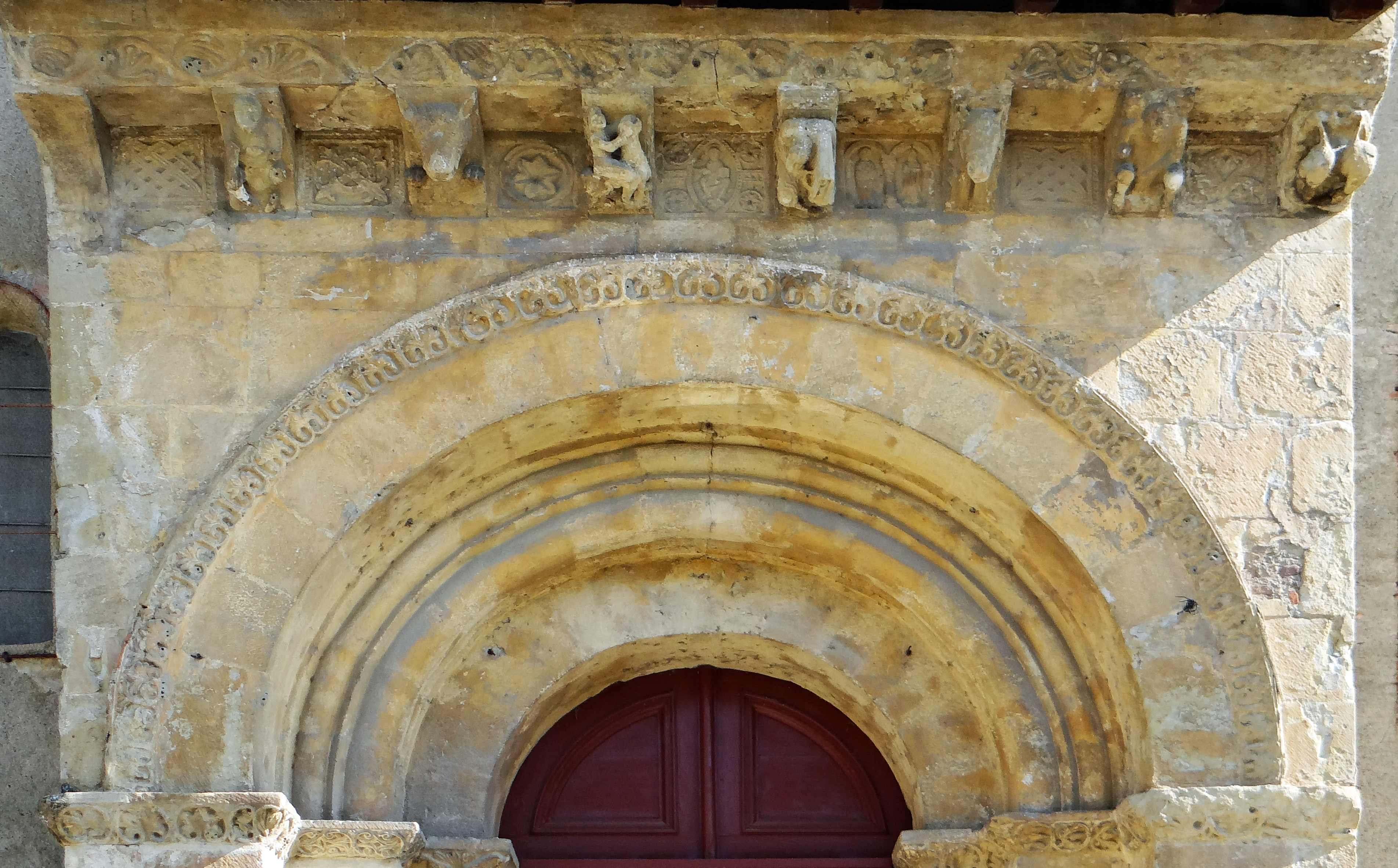
Portail sud, ensemble des parties sculptées
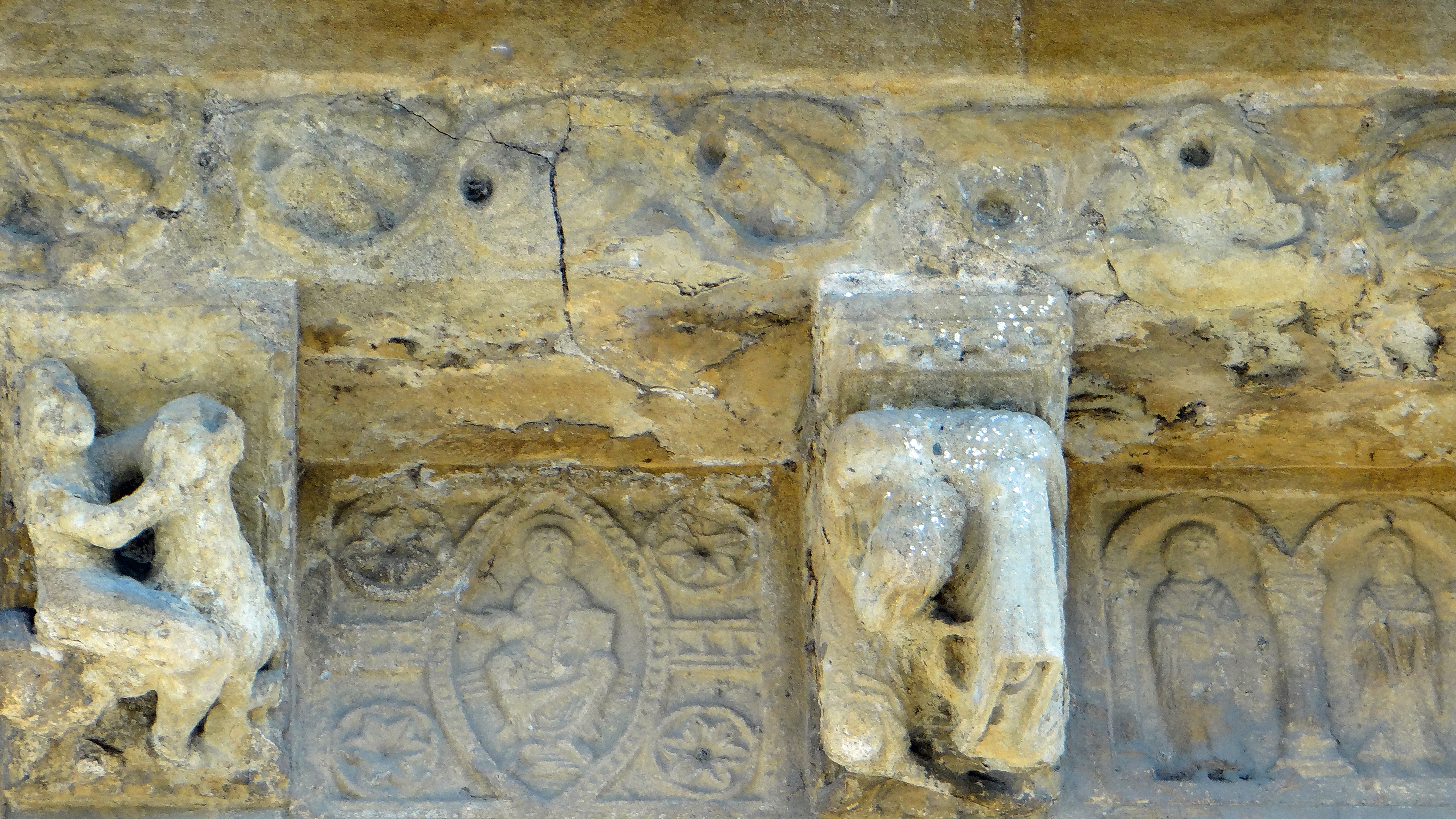
Portail sud : modillons (Samson maîtrisant le lion et centaure contorsionné) et métopes sculptées (Christ en majesté)
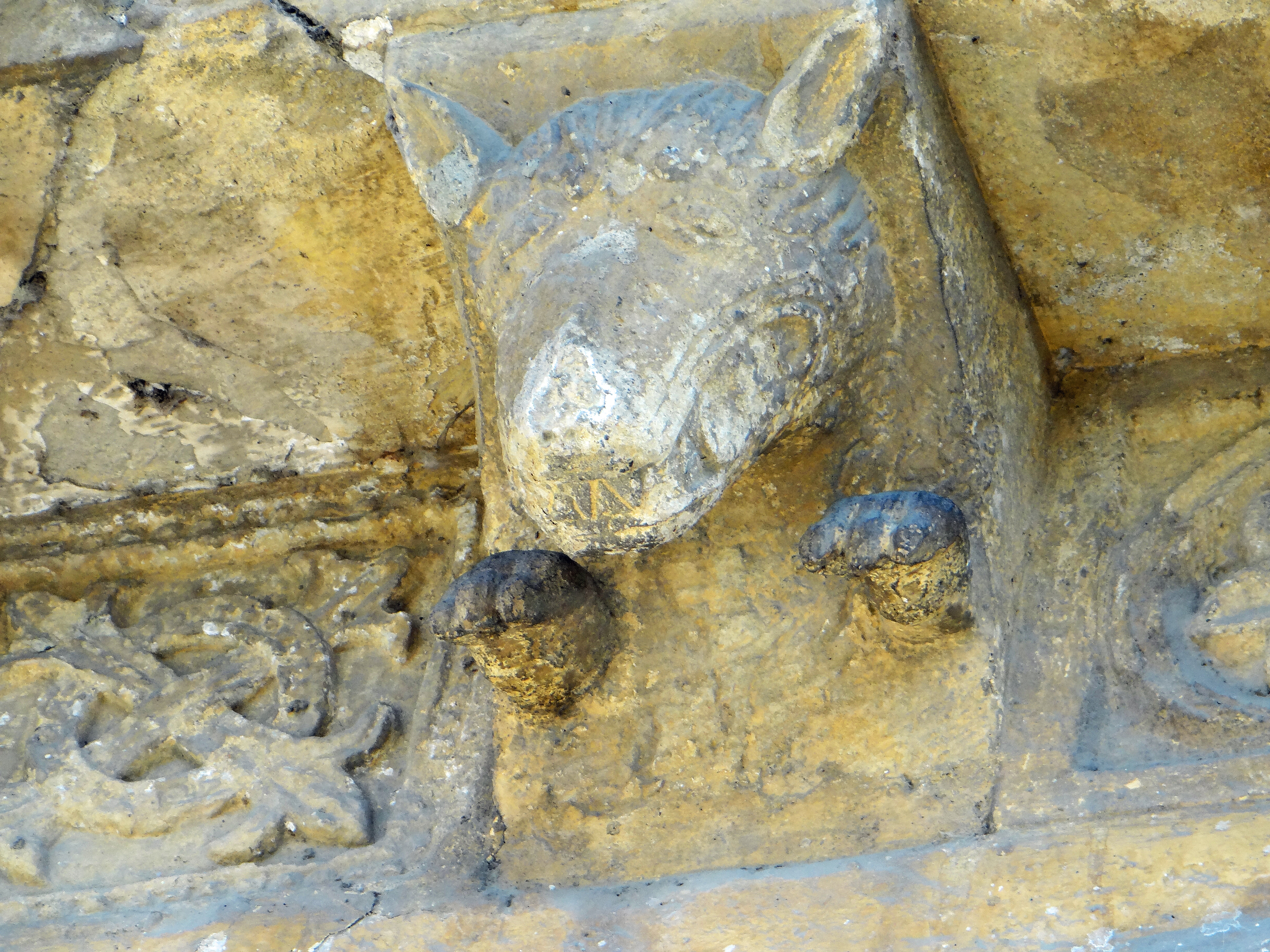
Portail sud : modillon (tête de loup)

## Dimensions de l'église
- Longueur totale : 38,30 m
- Largeur totale : 18,60 m
- Largeur intérieure de l'abside semi-circulaire : 5,20 m
- Largeur maximale de la travée droite de l'abside : 6,50 m
- Profondeur totale du chœur : 7,20 m
- Largeur intérieure des absidioles : 3,70 m
- Profondeur des absidioles : 4,20 m
- Largeur du transept : 6,50 m
- Longueur de la nef : 22,20 m
- Largeur de la nef centrale : 7,20 m
- Largeur d'un collatéral : 4,10 m